# Oost-Saksisch voetbalkampioenschap 1906/07
In 1906/07 werd het vijfde voetbalkampioenschap van Oost-Saksen gespeeld, dat georganiseerd werd door de Midden-Duitse voetbalbond. Dresdner SC werd kampioen en plaatste zich voor de Midden-Duitse eindronde. De club verloor in de eerste ronde van Magdeburger FC Viktoria 1896. 
FV Sachsen Dresden werd gediskwalificeerd nadat ze twee keer niet kwamen opdagen en alle wedstrijden werden als een scoreloos verlies geteld. 

## 1. Klasse
| Plaats | Club                       | Wed. | W  | G | V  | Saldo | Ptn.  |
| ------ | -------------------------- | ---- | -- | - | -- | ----- | ----- |
| 1.     | Dresdner SC 1898           | 12   | 10 | 0 | 2  | 83:15 | 20:4  |
| 2.     | BC Sportlust 1900 Dresden  | 12   | 9  | 1 | 2  | 56:24 | 19:5  |
| 3.     | FC Dresdensia 1898 Dresden | 12   | 9  | 0 | 3  | 20:35 | 18:6  |
| 4.     | Dresdner FC Guts Muts 1902 | 12   | 6  | 1 | 5  | 52:41 | 13:11 |
| 5.     | Dresdner FC von 1893       | 12   | 4  | 1 | 7  | 31:73 | 9:15  |
| 6.     | Dresdner FC Germania 1901  | 12   | 2  | 1 | 9  | 18:72 | 5:19  |
| 7.     | FV Sachsen 1900 Dresden    | 12   | 0  | 0 | 12 | 0:0   | 0:24  |

|  | Kampioen |